# Will Success Spoil Rock Hunter?
Will Success Spoil Rock Hunter? é um filme de comédia americano dirigido por Frank Tashlin e lançado em 1957.